# Viktor Kassai
Viktor  Kassai (n. 10 septembrie 1975, Tatabánya, Komárom-Esztergom, Ungaria) este un arbitru maghiar de fotbal. Este arbitru FIFA din 2003. El a participat la Campionatul Mondial de Fotbal 2010, Euro 2012 și a arbitrat Finala Ligii Campionilor 2011.

## Meciuri importante arbitrate

### Campionatul Mondial de Fotbal 2010
| Brazilia             | 2 – 1 | Coreea de Nord |
| -------------------- | ----- | -------------- |
| Maicon 55' Elano 72' |       | Ji Yun-Nam 89' |

| Mexic | 0 – 1 | Uruguay    |
| ----- | ----- | ---------- |
|       |       | Suárez 43' |

| Statele Unite ale Americii | 1 – 2 (d.p.) | Ghana                  |
| -------------------------- | ------------ | ---------------------- |
| Donovan 62' (pen.)         |              | K. Boateng 5' Gyan 93' |

| Germania | 0 – 1  | Spania    |
| -------- | ------ | --------- |
|          | Report | Puyol 73' |

### Preliminariile Campionatului European de Fotbal 2012
| Anglia                         | 4 – 0  | Bulgaria |
| ------------------------------ | ------ | -------- |
| Defoe 3', 61', 86' Johnson 83' | Report |          |

| Belarus | 0 – 2  | Bosnia și Herțegovina               |
| ------- | ------ | ----------------------------------- |
|         | Report | Salihović 22' (pen.) Medunjanin 24' |

| Estonia | 0 – 4  | Republica Irlanda                             |
| ------- | ------ | --------------------------------------------- |
|         | Report | Andrews 13' Walters 67' Keane 71', 88' (pen.) |

### Finala Ligii Campionilor 2011
| FC Barcelona                  | 3 – 1  | Manchester United |
| ----------------------------- | ------ | ----------------- |
| Pedro 27' Messi 54' Villa 69' | Raport | Rooney 34'        |

### Euro 2012
| Spania       | 1 – 1  | Italia        |
| ------------ | ------ | ------------- |
| Fàbregas 64' | Raport | Di Natale 61' |

| Anglia     | 1 – 0  | Ucraina |
| ---------- | ------ | ------- |
| Rooney 48' | Raport |         |

### Liga Campionilor 2012-2013
| Barcelona                          | 4 – 0  | Milan |
| ---------------------------------- | ------ | ----- |
| Messi 5', 40' Villa 55' Alba 90+2' | Raport |       |

| Bayern München                       | 4 – 0  | Barcelona |
| ------------------------------------ | ------ | --------- |
| Müller 25', 82' Gómez 49' Robben 73' | Raport |           |

### Cupa Națiunilor Golfului 2013
| Arabia Saudită | 0 – 2  | Irak                          |
| -------------- | ------ | ----------------------------- |
|                | Raport | Shaker 18' Hawsawi 72' (o.g.) |

| Bahrain          | 1 – 0  | Qatar |
| ---------------- | ------ | ----- |
| Aaish 25' (pen.) | Raport |       |